# 1006 Lagrangea
1006 Lagrangea (privremena oznaka 1923 OU), asteroid glavnog pojasa. Otkrio ga je Sergej Beljavskij, 12. rujna 1923. Nazvan je po matematičaru Josephu Lagrangeu.

## Vanjske poveznice
- Minor Planet Center

… |  1005 Arago  | 1006 Lagrangea |  1007 Pawlowia | …